# Bunuri mobile din domeniul artă plastică clasate în patrimoniul cultural național al României aflate în județul Brașov
Acestă listă conține bunurile mobile din domeniul artă plastică clasate în Patrimoniul cultural național al României aflate la momentul clasării în județul Brașov.

## Tezaur
| Foto | Informații generale                                         | Detalii tehnice | Descriere | Deținător                                           | Legături |
| ---- | ----------------------------------------------------------- | --- | --- | --------------------------------------------------- | -------- |
|      | Nud Autor: Mattis-Teutsch, Hans                             | Școală: Școală românească modernă Dimensiuni: 57x11x6,3 cm Material: lemn; cioplire; lăcuire                                                                                    | Siluetă masculină stilizată, arcuită și alungită. Semnat pe soclu, lateral dreapta: „MT”. | Muzeul de Artă, Brașov                              | Cimec    |
|      | Nud Autor: Mattis-Teutsch, Hans                             | Școală: Școală românească modernă Dimensiuni: 34x7,5x5 cm Material: aluminiu; turnare                                                                                           | Siluetă feminină stilizată, sinuoasă și alungită. Semnat pe soclu, lateral dreapta: „MT”. | Muzeul de Artă, Brașov                              | Cimec    |
|      | Nud Autor: Mattis-Teutsch, Hans                             | Școală: Școală românească modernă Dimensiuni: 37,3x7x5,2 cm Material: lemn; cioplire; lăcuire                                                                                   | Siluetă umană stilizată, sinuoasă și alungită. Semnat pe soclu, lateral dreapta: „MT”. | Muzeul de Artă, Brașov                              | Cimec    |
|      | Nud Autor: Mattis-Teutsch, Hans                             | Școală: Școală românească modernă Dimensiuni: 40,3x5,5x8,2 cm Material: aluminiu; turnare                                                                                       | Siluetă feminină stilizată, sinuoasă și alungită. Semnat pe soclu, lateral dreapta: „MT”. | Muzeul de Artă, Brașov                              | Cimec    |
|      | Sfântul Gheorghe Autor: Pop, Ioan                           | Datare: 1847 Școală: Atelier făgărășan Dimensiuni: Î: 42 cm; L: 32 cm (inclusiv rama) Material: sticlă; foiță de aur; ramă de lemn originală, băițuită; capac de lemn           | Central, Sfântul Gheorghe, în armură de cavaler cruciat, ucide balaurul. În fundal, în partea stângă, fata de împărat în genunchi cu mâinile împreunate; în spatele ei, elemente de arhitectură. În partea inferioară, o zonă valorată în culorile galben, verde și maro reprezintă câmpul de luptă. În partea superioară, cerul gri, cu pensulații albe și negre. Chenarul este din foiță de aur, având din loc în loc câte un cerc de culoare roșie și o elipsă de culoare verde. Stratul pictural prezintă exfolieri în jumătatea superioară și pe marginea inferioară.                                                 | Muzeul Țării Făgărașului „Valeriu Literat”, Făgăraș | Cimec    |
|      | Nașterea Maicii Domnului Autor: Moga, Savu                  | Datare: 1872 Școală: Atelier Arpașu de Sus Dimensiuni: Î: 47 cm; L: 39,5 cm (inclusiv rama) Material: sticlă; foiță de aur; ramă de lemn originală, băițuită; capac de lemn     | Scena se desfășoară într-un cadru arhitectural monumental: în centru o masă, în fața căreia se află leagănul cu prunca, avându-i la stânga pe părinți, Ioachim și Ana. Trei fete aduc daruri. În scenă intră și proorocul Zaharia cu soția sa, Elisabeta, părinții Sf. Ioan Botezătorul, a căror prezență nu este prevăzută de erminie. Piesa provine de la Sâmbăta de Jos. Exfolieri ale stratului pictural pe laterala stângă. | Muzeul Țării Făgărașului „Valeriu Literat”, Făgăraș | Cimec    |
|      | Învierea lui Iisus Autor: Tămaș, Petru, tatăl               | Datare: Sec. XIX;3/4 Școală: Atelier făgărășan Dimensiuni: Î: 61 cm; L: 55,5 cm (inclusiv rama) Material: sticlă; foiță de aur; ramă de lemn originală, băițuită; capac de lemn | Compoziția urmează versiunea occidentală: Iisus, cu flamura în mâna stângă și binecuvântând cu dreapta, planează deasupra mormântului păzit de soldați. Fondul este albastru închis cu steluțe roșii și albe. Partea inferioară este tratată în maniera specifică artistului cu firele de iarbă redate prin linii verticale, întretăiate uneori sub forma unor grătare. Chenarul marginal este dublu: cel din interior din foiță de aur cu bucle, iar cel exterior cu motive geometrice. Impresionează atitudinea îngerului și dinamica poziției lui Iisus. Piesa provine de la Viștea de Jos.                             | Muzeul Țării Făgărașului „Valeriu Literat”, Făgăraș | Cimec    |
|      | Portret de bărbat Autor: Eder, Hans                         | Datare: 1917 Școală: Școala românească modernă Dimensiuni: 46x38 cm Material: Ulei pe placaj                                                                                    | Compoziție verticală. Portretul unui bărbat în vârstă cu calviție, văzut dintr-o perspectivă proximă, frontală, aplecat spre dreapta. Poartă barbă și mustață. Mâinile împreunate. Tușe păstoase, aparente. Semnat dreapta sus cu negru în monogramă: HE. | Muzeul de Artă, Brașov                              | Cimec    |
|      | Maternitate Autor: Mattis-Teutsch, Hans                     | Școală: Școală modernă românească Dimensiuni: 47,5x40x9,8 cm Material: lemn patinat; cioplit                                                                                    | Nud de femeie în poziția ghemuit, stilizat. Semnat stânga jos în monogramă: MT. | Muzeul de Artă, Brașov                              | Cimec    |
|      | Compoziție - Flori sufletești Autor: Mattis-Teutsch, Hans   | Datare: 1922 Școală: Școală modernă românească Dimensiuni: 90,5x81,2 cm Material: ulei pe pânză groasă                                                                          | Compoziție abstractă îmbinând forme juxtapuse, dispuse concentric, sugerând elemente vegetale. Ritm cromatic dat de alternanța culorilor reci și calde. Gama cromatică cuprinde: albastru, galben, verde, roșu, violet. Pictura face parte din ciclul „Flori sufletești”. Semnat dreapta jos cu albastru, în monogramă: MT. | Muzeul de Artă, Brașov                              | Cimec    |
|      | Panorama Sibiului la 1817 Autor: Neuhauser cel Tânăr, Franz | Datare: 1817 Școală: Școala transilvăneană Dimensiuni: 125 x 217 cm Material: ulei pe pânză                                                                                     | Peisaj panoramic structurat pe mai multe registre orizontale. În prim-plan sunt redate numeroase figuri pitorești (staffage) surprinse în activitati cotidiene, ce înfățișează o veritabilă frescă a societății sibiene de la începutul secolului XIX (nobili, ofițeri, doamne din înalta societate, preoți, negustori, țărani și cerșetori). În planul secund, separat de primul-plan de cursul unui râu (Cibinul), dincolo de zidurile medievale, se profilează acoperișurile orașului și turlele bisericilor. În fundal, ușor estompate, se zăresc culmile împădurite ale munților. Perspectivă lineară și atmosferică. | Muzeul de Artă, Brașov                              | Cimec    |
|      | Case la țară Autor: Andreescu, Ioan                         | Datare: Sfărșitul sec. XIX Școală: Școală românească modernă Dimensiuni: l: 340 mm; L: 568 mm Material: ulei pe pânză de in; gren mic                                           | Compoziție orizontală. În primul plan, o casă țărănească albă, cu acoperișul de paie. În stânga se zăresc alte câteva case acoperite de asemenea cu paie. În spate se întrezărește un acoperiș. Cerul albastru. Gamă cromatică restrânsă, predomină tonuri de brun. Lucrarea datează din perioada buzoiană a artistului. | Muzeul de Artă, Brașov                              | Cimec    |
|      | Anemone Autor: Luchian, Ștefan                              | Datare: Începutul sec. XX Școală: Școală românească modernă Dimensiuni: l: 455 mm; L: 350 mm Material: ulei pe carton                                                           | Vas de ceramică cu motive decorative, plasat central, în care este așezat un buchet de flori roșii și violet. Florile sunt tratate cu pasta suculentă și contur discret. Fond siena și umbră naturală cu transparență. Pensulație spontană, în conturarea corolelor. | Muzeul de Artă, Brașov                              | Cimec    |
|      | Casă dobrogeană Autor: Tonitza, Nicolae                     | Datare: Al doile sfert al sec. XX Școală: Școală românească modernă; Perioada interbelică Dimensiuni: l: 1005 mm; L: 700 mm Material: ulei pe carton                            | Compoziție pe verticală înfățisând o casă țărănească. În centrul compoziției se află un pridvor larg cu acoperișul sprijinit de un stâlp. În peretele din dreapta se deschide o fereastră sub care sunt așezate câteva perne și un covor. În stânga pridvorului se întrevede o fereastră, iar în dreapta un gard de lemn. Întreaga compoziție este încadrată de o vegetație abundentă. Tonalități de siena și ocru. | Muzeul de Artă, Brașov                              | Cimec    |

## Fond
| Foto | Informații generale                                       | Detalii tehnice | Descriere | Deținător                                           | Legături |
| ---- | --------------------------------------------------------- | --- | --- | --------------------------------------------------- | -------- |
|      | Nud Autor: Mattis-Teutsch, Hans                           | Școală: Școală românească modernă Dimensiuni: 23,5x7,8x7,5 cm Material: lemn; cioplire                                                                                           | Compoziție sugerând o figură umană stilizată. Semnat dreapta jos: „MT”. | Muzeul de Artă, Brașov                              | Cimec    |
|      | Compoziție Autor: Mattis-Teutsch, Hans                    | Școală: Școală românească modernă Dimensiuni: 20,1x24 cm Material: pastel pe hârtie                                                                                              | Compoziție abstractă îmbinând forme concentrice cu linii diagonale. Culorile calde sunt dispuse central (portocaliu, galben) iar culorile reci spre exterior (verde, albastru). | Muzeul de Artă, Brașov                              | Cimec    |
|      | Compoziție Autor: Mattis-Teutsch, Hans                    | Școală: Școală românească modernă Dimensiuni: 21,7x22 cm Material: pastel pe hârtie                                                                                              | Compoziție abstractă îmbinând forme și linii curbe, sugerând elemente vegetale. Ritm cromatic dat de alternanța culorilor reci și calde. Gama cromatică cuprinde: galben, verde, albastru și roșu. | Muzeul de Artă, Brașov                              | Cimec    |
|      | Compoziție Autor: Mattis-Teutsch, Hans                    | Școală: Școală românească modernă Dimensiuni: 28x30,1 cm Material: acuarelă pe hârtie                                                                                            | Joc de forme dispuse circular pe baza contrastului rece-cald. Semnat stânga jos cu creionul: „MT”. | Muzeul de Artă, Brașov                              | Cimec    |
|      | Compoziție Autor: Mattis-Teutsch, Hans                    | Școală: Școală românească modernă Dimensiuni: 20x22,8 cm Material: pastel pe hârtie                                                                                              | Compoziție abstractă îmbinând forme și linii curbe, sugerând elemente vegetale. Gama cromatică predominant rece. | Muzeul de Artă, Brașov                              | Cimec    |
|      | Peisaj Autor: Mattis-Teutsch, Hans                        | Școală: Școală românească modernă Dimensiuni: 25,2x34 cm Material: acuarelă pe hârtie                                                                                            | Compoziție orizontală. Linii curbe și forme sugerând un peisaj cu copaci. Cromatică vie, intensă. Semnat stânga jos cu creionul: „MT”. | Muzeul de Artă, Brașov                              | Cimec    |
|      | Peisaj nordic Autor: Mattis-Teutsch, Hans                 | Școală: Școală românească modernă Dimensiuni: 24,7x34,5 cm Material: acuarelă pe hârtie                                                                                          | Compoziție orizontală. Peisaj înfățișând câțiva copaci redați schematic și forme sugerând dealuri. Cromatică vie, intensă. | Muzeul de Artă, Brașov                              | Cimec    |
|      | Compoziție - Flori sufletești Autor: Mattis-Teutsch, Hans | Școală: Școală românească modernă Dimensiuni: 27,2x34,4 cm Material: acuarelă pe hârtie                                                                                          | Compoziție orizontală. Trei siluete umane stilizate plasate într-un cadru circular redat printr-un joc de forme și culori, marcat de o diagonală pronunțată. Cromatică vie, intensă. | Muzeul de Artă, Brașov                              | Cimec    |
|      | Compoziție - Flori sufletești Autor: Mattis-Teutsch, Hans | Școală: Școală românească modernă Dimensiuni: 26,4x23,6 cm Material: pastel pe hârtie                                                                                            | Compoziție verticală. O siluetă umană stilizată plasată central încadrată de forme și linii juxtapuse. Ritm cromatic obținut prin alternanța culorilor reci și calde (albastru, violet, roșu, verde). | Muzeul de Artă, Brașov                              | Cimec    |
|      | Peisaj cu copac verde Autor: Mattis-Teutsch, Hans         | Școală: Școală românească modernă Dimensiuni: 24,5x34,8 cm Material: acuarelă pe hârtie                                                                                          | Compoziție orizontală. În stânga compoziției un copac stilizat, redat predominant cu verde, își unduiește crengile spre dreapta. În fundal linii verticale sugerând trunchiuri de copaci. Semnat stânga jos cu creionul: „MT”. | Muzeul de Artă, Brașov                              | Cimec    |
|      | Compoziție - Două lumi I Autor: Mattis-Teutsch, Hans      | Școală: Școală românească modernă Dimensiuni: 25,5x30 cm Material: acuarelă pe hârtie                                                                                            | Compoziție orizontală. Patru siluete umane stilizate dispuse într-un cadru de linii și forme întrepătrunse, de o parte și de alta a unui element central. Semnat dreapta jos cu creionul: „MT”. | Muzeul de Artă, Brașov                              | Cimec    |
|      | Compoziție - Dans Autor: Mattis-Teutsch, Hans             | Școală: Școală românească modernă Dimensiuni: 25,5x30 cm Material: acuarelă pe hârtie                                                                                            | Joc de linii și forme colorate. Semnat dreapta jos cu creionul: „MT”. | Muzeul de Artă, Brașov                              | Cimec    |
|      | Compoziție - Două lumi II Autor: Mattis-Teutsch, Hans     | Școală: Școală românească modernă Dimensiuni: 25,5x30 cm Material: acuarelă pe hârtie                                                                                            | Joc de linii și forme colorate. Semnat stânga jos cu creionul: „MT”. | Muzeul de Artă, Brașov                              | Cimec    |
|      | Peisaj cu mesteceni Autor: Mattis-Teutsch, Hans           | Datare: 1919 Școală: Școală românească modernă Dimensiuni: 34,2x25,2 cm Material: acuarelă pe hârtie                                                                             | Compoziție verticală. Joc de linii și forme colorate sugerând trunchiurile unor copaci. Semnat stânga jos cu negru: „MT”. | Muzeul de Artă, Brașov                              | Cimec    |
|      | Ornament floral Autor: Mattis-Teutsch, Hans               | Școală: Școală românească modernă Dimensiuni: 24x10,3x4,6 cm Material: lemn; cioplire; lăcuire                                                                                   | Compoziție abstractă sugerând elemente vegetale. Semnat dreapta jos: „MT”. | Muzeul de Artă, Brașov                              | Cimec    |
|      | Nud Autor: Mattis-Teutsch, Hans                           | Datare: 1926 Școală: Școală românească modernă Dimensiuni: 46,5x7,2x9 cm Material: lemn; cioplire                                                                                | Siluetă masculină stilizată. Semnat lateral stânga jos: „MT”. | Muzeul de Artă, Brașov                              | Cimec    |
|      | Nud Autor: Mattis-Teutsch, Hans                           | Școală: Școală românească modernă Dimensiuni: 46,5x6,7x9 cm Material: lemn; cioplire                                                                                             | Siluetă umană stilizată. Semnat lateral stânga jos: „MT”. | Muzeul de Artă, Brașov                              | Cimec    |
|      | Maica Domnului cu Pruncul Autor: Grecu, Gheorghe          | Datare: Sec. XIX;3/4 Școală: Atelier Săsăuș Dimensiuni: Î: 525 cm; L: 46 cm (inclusiv rama) Material: sticlă; foiță de aur; ramă de lemn originală, băițuită; capac de lemn      | Central, Maica Domnului cu Pruncul pe brațul drept, cu maforionul roșu, tunică roșie și himation verde, cu coroană pe cap, flancată de două flori roșii cu chenar alb. Chenarul marginal este compus din benzi alternative roșii, verzi, kaki, albe, negre și albastre. Colțurile superioare sunt ocupate de inițialele monogramei Maicii Domnului, redate cu alb. Provine de la Bucium (județul Brașov); piesa prezintă mici exfolieri pe marginea inferioară și două fisuri în colțul superior drept. | Muzeul Țării Făgărașului „Valeriu Literat”, Făgăraș | Cimec    |
|      | Soborul Arhanghelilor Autor: Cațavei, Nicolae             | Datare: 1847 Școală: Atelier făgărășan Dimensiuni: Î: 65 cm; L: 60 cm (inclusiv rama) Material: sticlă; foiță de aur; ramă de lemn originală, băițuită; capac de lemn            | Central, Sfinții Arhangheli Mihail și Gavril având în spate oștile cerești. Mihail are în stânga potirul și în dreapta sabia, iar Gavril ține în dreapta balanța și în stânga globul. În partea superioară, Sfântul Duh sub formă de porumbel, își revarsă lumina printr-o ghirlandă de nori. Piesa provine din Șona (județul Brașov); stratul pictural prezintă exfolieri în jumătatea inferioară, colțul inferior stâng este fisurat și lipsește un fragment din partea superioară. | Muzeul Țării Făgărașului „Valeriu Literat”, Făgăraș | Cimec    |
|      | Prorocul Ilie Autor: Grecu, Gheorghe                      | Datare: Sec. XIX;3/4 Școală: Atelier Săsăruș Dimensiuni: Î: 52 cm; L: 46 cm (inclusiv rama) Material: sticlă; foiță de aur; ramă de lemn originală, băițuită; capac de lemn      | Compoziția este organizată pe două registre: în cel superior, Proorocul Ilie este ridicat la cer de o trăsură purtată de patru cai înaripați; un înger îi aduce o cunună de lauri. În registrul inferior, în stânga Elisei îl trage de sutană pe Ilie, iar în dreapta primește cojocul sfântului. Fondul icoanei este, în partea superioară albastru cu steluțe albe, iar în cea inferioară valorații de culoare verde și galben formează un șir de coline. Cele două registre sunt despărțite de o aglomerație de nori. Chenarul este doar în partea superioară: o linie roșie șerpuită pe un fundal alb. Piesa provine din Toderița (județul Brașov); foarte mici exfolieri pe laterala dreaptă.                                               | Muzeul Țării Făgărașului „Valeriu Literat”, Făgăraș | Cimec    |
|      | Nașterea lui Iisus Autor: Purcariu, Ioan Matei            | Datare: 1894 Școală: Atelier Cârțișoara Dimensiuni: Î: 53 cm; L: 42,5 cm (inclusiv rama) Material: sticlă; foiță de aur; ramă de lemn originală, băițuită; capac de lemn         | Scena se desfășoară pe două registre: în cel inferior Maica Domnului Îl prezintă spre adorare magilor și păstorilor pe Pruncul abia născut, scăldat în lumina Sfântului Duh, care coboară din partea superioară strecurându-se printr-un cor de îngeri care țin o filacteră. Fondul este albastru cu steluțe albe. Semnătura artistului, vizibilă în colțul inferior stâng, este redată în oglindă, semn că nu stăpânea încă suficient tehnica execuției. Icoana este, de fapt, una dintre primele lucrări ale lui Ioan Matei Purcariu. Piesa provine de la Cârțișoara; foarte probabil modelul folosit a fost o icoană a lui Savu Moga; exfolieri ale stratului de culoare, în special a culorii de fond.                                       | Muzeul Țării Făgărașului „Valeriu Literat”, Făgăraș | Cimec    |
|      | Iisus cu vița cea adevărată Autor: Grecu, Gheorghe        | Datare: mijlocul sec. XIX Școală: Atelier Săsăruș Dimensiuni: Î: 45 cm; L: 39 cm (inclusiv rama) Material: sticlă; foiță de aur; ramă de lemn originală, băițuită; capac de lemn | Așezat pe o ladă decorată, în partea inferioară cu romburi, Iisus stoarce, într-un potir, strugurii viței crescute din coasta Sa. În fundal, se profilează crucea răstignirii, decorată cu flori albe. Același decor floral umple partea superioară a fundalului alb, cea inferioară fiind decorată cu linii paralele verticale. Chenarul este format din benzi albastre, albe și negre poziționate diagonal, în stilul specific zugravilor din familia Grecu. Piesa provine din Copăcel (județul Brașov); colțul inferior drept este fisurat și lipsește un mic fragment. | Muzeul Țării Făgărașului „Valeriu Literat”, Făgăraș | Cimec    |
|      | Portret de bărbat Autor: Eder, Hans                       | Datare: 1939 Școală: Școala românească modernă Dimensiuni: 103x77 cm Material: Ulei pe pânză                                                                                     | Compoziție verticală. Portretul unui bărbat așezat la o masă rotundă, redat din trei sferturi, cu privirea îndreptată în stânga. Personajul are calviție accentuată, poartă ochelari și un costum cu dungi. Cu o mână se sprijină de masă, iar cealaltă este așezată pe picior. Pe masă se află un album deschis, o carte și o cutie. Fond vibrat cu o dominantă de brun-roșcat. Semnat dreapta sus cu negru în monogramă: HE. | Muzeul de Artă, Brașov                              | Cimec    |
|      | Natură moartă cu cactus Autor: Eder, Hans                 | Datare: Deceniul patru al secolului XX Școală: Școala românească modernă Dimensiuni: 113,5 x 93,5 cm Material: Ulei pe pânză                                                     | Compoziție verticală. În prim plan pe o masă rotundă, acoperită parțial cu o draperie roșie, sunt așezate un ghiveci cu cactus și o farfurie cu mere. Printr-o fereastră deschisă, pe al cărei pervaz sunt plasate două statuete și un ghiveci, se vede un colț din clădirea Casei Sfatului și piața înconjurătoare, în care se zăresc câteva siluete umane. Semnat stânga jos cu negru în monogramă: HE. | Muzeul de Artă, Brașov                              | Cimec    |
|      | Ștefan Roll Autor: Maxy, Hermann Max                      | Datare: 1968 Școală: Școală contemporană românească Dimensiuni: 135 x 103 cm Material: Ulei pe pânză și colaj                                                                    | Compoziție orizontală reunind șase portrete descompuse în fațete geometrizate, elemente geometrice, textele unor poezii ("Sigiliu rupt"), scrise de mână, și elemente de colaj: coperta unui volum de versuri ("Poeme în aer liber"), frontispiciile unor reviste avangardiste (Unu, Integral, Contimporanul) și fotografii (fotografia lui Ștefan Roll, o sticlă cu eticheta "Țuică bătrână" și câteva pahare). Gamă cromatică restrânsă, predomină albastru și roșu. Semnat dreapta jos cu violet: M. H Maxy 1968. | Muzeul de Artă, Brașov                              | Cimec    |
|      | Iacob Mureșianu                                           | Datare: 3/4 XIX Dimensiuni: L: 850 mm; l: 730 mm Material: pânză, ulei; pictat în ulei                                                                                           | Tablou "Iacob Mureșianu" autor anonim. Portretul unui bărbat tânăr stând așezat pe un fotoliu cu cotiere, ținând în mâna stângă un obiect metalic. Poartă haină neagră, jiletcă cu lanț de aur, jabon și papillon. Păr scurt, mustață fără barbă. Ramă lemn profilat, stucatură aurită. | Muzeul „Casa Mureșenilor”, Brașov                   | Cimec    |
|      | Portret de bărbat Autor: Mureșianu, Elena                 | Datare: Sec. XX;1/4 Dimensiuni: L: 680 mm; l: 500 mm Material: pânză, ulei; pictat în ulei                                                                                       | Tablou "Portret de bărbat" de Elena Mureșianu. Portretul unui bărbat vărstnic cu păr scurt alb, mustață, fără barbă, costum închis la culoare, plastron alb, lavalieră. Semnătura dreapta jos "E. Mureșianu 1918". Ramă: lemn profilat lăcuit și central sculptură aurită, parțial deteriorată rama. | Muzeul „Casa Mureșenilor”, Brașov                   | Cimec    |
|      | Iacob Mureșianu Autor: Popp, Mișu                         | Datare: Sec. XIX;4/4 Dimensiuni: L: 950 mm, la: 700 mm Material: ulei, pânză; pictat în ulei                                                                                     | Tablou "Iacob Mureșianu" pictat de Mișu Popp reprezentând portretul semiprofil al unui bărbat în vârstă cu păr și barbă albă, șezând și ținând în mână "Gazeta Transilvaniei". Poartă ochelari și costum culoare închisă. Nesemnat. Restaurat. Ramă: lemn profilat, stucatură decor floral, parțial deteriorată. Curent academic. | Muzeul „Casa Mureșenilor”, Brașov                   | Cimec    |
|      | Dima Gheorghe Autor: Javatta, Sero                        | Datare: Sec. XX;1/4 Dimensiuni: L: 940 mm; l: 620 mm Material: hârtie; tempera                                                                                                   | Tablou "G.Dima". Portretul unui bărbat cu barbă albă ce-și sprijină cotul pe un pian. În spate statuie antică. Semnat în dreapta jos "Sero Javatta 1911". Ramă din lemn natur cioplit. | Muzeul „Casa Mureșenilor”, Brașov                   | Cimec    |
|      | Dima Pantelimon Autor: Bauer, I. K.                       | Datare: Sec. XX;1/4 Dimensiuni: L: 800 mm; l: 650 mm Material: carton, lemn | Fotografia unui bărbat matur cu mustață și barba tunsă în formă de cioc; este îmbrăcat în redingotă, cu primul nasture încheiat, iar cel de-al doilea descheiat, cămașă albă și lavalieră. Se întrevede agățătoarea lanțului de ceas de buzunar. Craniul cu calviție. Semnătură în partea dreaptă indescifrabilă. În partea stângă o bucată deteriorată (stratul superior). Rama este din lemn nelustruit, lată cu stucatură aurită spre interior, ce prezintă un brâu vegetal aurit. | Muzeul „Casa Mureșenilor”, Brașov                   | Cimec    |
|      | Andrei Mureșanu Autor: Popp, Mișu                         | Datare: Sec. XIX;2/2 Dimensiuni: L: 760 mm, la: 640 mm Material: hârtie; litografiere                                                                                            | Litografie "Andrei Mureșanu" de Mișu Popp, alegorie-bărbat (Andrei Mureșanu) cu postură de tribun cu pelerină drapată ținând în mână un sul desfășurat pe care sunt scrise versurile "Deșteaptă-te române". În colț dreapta jos scrie DRUCK v. L. SCHILLING, WIEN. În colț stânga jos scrie AUG.SCHUBERT, LITH. La mijloc scrie "ANDREIU MUREȘANU" 1816-1863. Starea de conservare: prezintă puncte de faxing (aciditatea hârtiei). Are ramă profilată. | Muzeul „Casa Mureșenilor”, Brașov                   | Cimec    |
|      | Portret de bărbat Autor: Scheffer, Ary                    | Datare: Sec. XIX Dimensiuni: L: 750 mm, la: 610 mm Material: pânză, ulei; pictat în ulei                                                                                         | Tablou "Portret de bărbat" pictat de A.Schaffer reprezentând un bărbat tânăr cu figură bizantină, îmbrăcat cu o haină neagră, cămașă albă; este ilustrat ;I un lan' de aur al ceasului de buzunar. Fundalul este compus dintr-o gamă de griuri. Este semnat și datat în partea dreaptă, jos: "A.Schaffer p: 1839/6". Pânza prezintă crăpături, ulei sărit. Stil neoclasic. Ramă de lemn cu stucatură, frunze și cireșe, deteriorată. | Muzeul „Casa Mureșenilor”, Brașov                   | Cimec    |
|      | Portret de femeie Autor: Scheffer, Ary                    | Datare: Sec. XIX;1/2 Dimensiuni: L: 750 mm, la: 610 mm Material: pânză, ulei; pictat în ulei                                                                                     | Tablou "Portret de femeie" de Schaffer A., reprezentând portretul unei femei tinere, fața cu oval prelung, încadrat de păr negru împodobit cu perle. Este îmbrăcată într-o crinolină gri cu volan, umeri goi, perle la gât. Fundalul este compus dintr-o gamă de gri, ocru și carmin. Este semnat și datat în stânga jos "A.Schaffer p 1839/6". Ramă stucatură, decor frunze și cireșe, parțial deteriorată. | Muzeul „Casa Mureșenilor”, Brașov                   | Cimec    |
|      | Aurel Mureșianu Autor: Mureșianu, Elena                   | Datare: Sec. XIX;3/4 Dimensiuni: L: 540 mm, la: 580 mm Material: pânză, ulei; pictat în ulei                                                                                     | Tablou " Aurel Mureșianu" pictat de Elena Mureșianu. Portretul-bust al unui bărbat tânăr cu frunte înaltă, barbă și mustață, semiprofil. Poartă costum negru și cămașă albă. Restaurat. Rama: ovală, bogat decorată cu stucatură aurită, deteriorată. | Muzeul „Casa Mureșenilor”, Brașov                   | Cimec    |
|      | Moise Groza Autor: Băncilă, Octav                         | Datare: Sec. XIX;3/4 Dimensiuni: L: 940 mm, la: 650 mm Material: pânză, ulei; pictat în ulei                                                                                     | Tablou "Moise Grozea" de Octav Băncilă. Portretul unui ofițer tânăr în uniformă cu fireturi și medalii. Bust semiprofil, oval prelung, păr negru ondulat, mustață și barbă. Policele mâinii drepte este agățat în despicătura hainei. Are un inel pe degetul inelar. Cromatică vie. Rama: lemn profilat cu decor floral-stucatură aurită în cele patru colțuri, parțial deteriorată. | Muzeul „Casa Mureșenilor”, Brașov                   | Cimec    |
|      | Iacob Mureșianu Jr. Autor: Domșa, Flaviu                  | Datare: sec. XX Dimensiuni: L:1000 mm, la: 700 mm Material: pânză, ulei; pictat în ulei                                                                                          | Tablou "Iacob Mureșianu Jr." de Flaviu Domșa. Bustul unui bărbat matur ținând mâna în despicătura hainei. Poartă mustață, barbă, ochelari de aur. Fond în tonuri de gri. Semnat dreapta jos "Prof. F.C.Domșa Blaș 1906". Ramă lemn profilat cu decor floral-stucatură aurită, parțial deteriorată. | Muzeul „Casa Mureșenilor”, Brașov                   | Cimec    |
|      | Otilia Mureșianu Autor: Domșa, Flaviu                     | Datare: sec. XX Dimensiuni: L:1000 mm, la: 740 mm Material: pânză, ulei; pictat în ulei                                                                                          | Tablou "Otilia Mureșianu" de Flaviu Domșa, reprezentând portretul unei femei tinere ce stă în picioare, cu brațul drept sprijinit de un fotoliu cu tapițerie roșie. Fața este ovală iar părul șaten, strâns în coc. Femeia este îmbrăcată într-o rochie neagră cu aplicații florale pe umărul drept. La gât poartă perle iar la ambele mâini brățări de aur. Rama este din lemn profilat cu decor floral, parțial deteriorată. | Muzeul „Casa Mureșenilor”, Brașov                   | Cimec    |
|      | Sevastia Mureșianu                                        | Datare: 3/4 XIX Dimensiuni: L: 850 mm, la: 730 mm Material: pânză, ulei; pictat în ulei                                                                                          | Tablou "Sevastia Mureșianu", autor anonim. Este reprezentată o femeie șezând, cu figură bizantină, nas ascuțit, ochii puternic conturați. Rochia cu crinolină este de culoare albastră, are o eșarfă încheiată cu o broșă. La gât poartă un șirag de perle de care este prinsă o cruce celtică bătută cu pietre prețioase. Pe cap are voal, inele pe fiecare deget al mâinii stângi, brățări la ambele mâini și cercei la urechi. În mâini ține un evantai cu pene, închis. Rama este din lemn. | Muzeul „Casa Mureșenilor”, Brașov                   | Cimec    |
|      | Compoziție - Atitudini Autor: Mattis-Teutsch, Hans        | Datare: Deceniul patru al secolului XX Școală: Școală românească modernă Dimensiuni: 100 x 70 cm Material: Tempera pe carton duplex maruflat pe pânză                            | În plan central sunt plasate o serie de figuri geometrice colorate, ce constituie suportul pentru siluete masculine, dispuse în planuri succesive în jurul unui ax vertical trapezoidal. Siluetele, tratate în nuanțe de roșu, brun și albastru, sunt neindividualizate și redate dintr-o perspectivă frontală, cu bustul răsucit într-o parte și unul din umeri ridicat. Gama cromatică vie (alb, roșu, albastru) contrastează cu fondul neutru, reprezentat de suportul de carton, rămas aparent. Culorile sunt aplicate într-un strat subțire. | Muzeul de Artă, Brașov                              | Cimec    |
|      | Maternitate Autor: Mattis-Teutsch, Hans                   | Datare: Deceniul patru al secolului XX Școală: Școală românească modernă Dimensiuni: 100 x 70 cm Material: Tempera pe carton duplex maruflat pe pânză                            | În partea inferioară a lucrării suprapunerea mai multor forme geometrice orizontale delimitează un spațiu din care se detașează siluete umane schițate într-o manieră esențializată. Într-o suprafață circulară este plasată o siluetă feminină, ținând un copil în brațe, surprinsă într-o atitudine de tandrețe. Silueta feminină este flancată de patru figuri masculine. Figurile, tratate în nuanțe de portocaliu, roșu și brun, sunt neindividualizate, redate dintr-o perspectivă frontală, cu bustul răsucit într-o parte și unul din umeri ridicat. Gama cromatică vie (portocaliu, roșu, albastru, mov) contrastează cu fondul neutru, reprezentat de suportul de carton, rămas aparent. Culorile sunt aplicate într-un strat subțire. | Muzeul de Artă, Brașov                              | Cimec    |
|      | Gesturile Muncii Autor: Mattis-Teutsch, Hans              | Datare: Deceniul patru al secolului XX Școală: Școală românească modernă Dimensiuni: 100 x 70 cm Material: Tempera pe carton duplex maruflat pe pânză                            | De pe un fond închis se profilează figuri geometrice dispuse în planuri verticale succesive, alcătuind cadrul în care sunt plasate două siluete masculine surprinse în atitudini ce sugerează efortul fizic intens. Figurile sunt tratate într-o manieră schematică, neindividualizată, în nuanțe de albastru. Gamă cromatică redusă ( roșu și albastru). | Muzeul de Artă, Brașov                              | Cimec    |
|      | Portret Autor: Eder, Hans                                 | Datare: Al doilea sfert al secolului XX Școală: Școală românească modernă Dimensiuni: 72 x 53 cm Material: Ulei pe placaj                                                        | Portretul unui barbat in costum verde, așezat, cu brațul stâng sprijinit de o masă acoperită cu o stofă roșie. Conturată pe un fond verde, silueta prelungă și angulară, surprinsă într-o atitudine nefirească, crispată, ocupă cea mai mare parte a imaginii, prelungindu-se și în afara sa. În plan secund, dreapta, se conturează silueta unui Christ aflat într-o postură ce amintește de Pieta. | Muzeul de Artă, Brașov                              | Cimec    |